# Гротовский, Хенрик
Хенрик Гротовский (пол. Henryk Grotowski, 9 марта 1949, Гнезно, Польша — 11 апреля 2019) — польский хоккеист (хоккей на траве), нападающий.

## Биография
Хенрик Гротовский родился 9 марта 1949 года в польском городе Гнезно.
В 1967 году окончил профессиональное училище в Гнезно по специальности слесаря-механика.
Выступал за «Стеллу» из Гнезно, в составе которой в 1974 году стал чемпионом Польши. С 1975 году защищал цвета «Леха» из Познани, в его составе выиграл титул ещё два раза (1977—1978). В 1979 году вернулся в «Стеллу», где играл и работал инструктором. В сезоне-1981/1982 получил приз «Золотая клюшка», став лучшим снайпером чемпионата.
В 1972 году вошёл в состав сборной Польши по хоккею на траве на Олимпийских играх в Мюнхене, занявшей 11-е место. Играл на позиции нападающего, провёл 8 матчей, забил 5 мячей (по одному в ворота сборных Франции, Нидерландов, Мексики, Новой Зеландии и Великобритании).
Участвовал в дебютных для сборной Польши чемпионате Европы 1970 года и чемпионате мира 1975 года. Также выступал на чемпионате Европы 1974 года.
В 1968—1976 годах провёл за сборную Польши 89 матчей, забил 53 мяча.
Отличался высокой скоростью и хорошим ударом.
Мастер спорта.
По окончании игровой карьеры был тренером, работал с юниорской сборной Польши.
Умер 11 апреля 2019 года после тяжёлой болезни.

## Семья
Отец — Мариан Гротовский, тренер по хоккею на траве. Под его началом Хенрик играл в «Стелле». Мать — Хелена Гротовска (ур. Достатна).
Братья — Марек, Рышард и Петр, который также играл за сборную Польши по хоккею на траве.
Был женат на Гражине Кабациньской. У них родились двое сыновей. Рафал Гротовский (род. 1973) выступал за сборную Польши по хоккею на траве, в 2000 году участвовал в летних Олимпийских играх в Сиднее. Мирослав играл в хоккей за «Стеллу».

## Память
Имя Хенрика Гротовского выбито на мемориальной доске, посвящённой олимпийцам Гнезно.